# 셜리 스트리클랜드
셜리 바바라 스트리클랜드(Shirley Barbara Strickland, OA, MBE, 1925년 7월 16일 ~ 2004년 2월 11일)는 오스트레일리아의 육상 선수이며, 육상 종목에서 다른 오스트레일리아 선수들 보다 더 많은 하계 올림픽 메달을 획득하였다.

## 어린 시절
웨스턴오스트레일리아주 퍼스의 외곽 길포드에서 태어나 밀 경작지대인 피타라에서 자라왔다.
고등학교 시절에 육상 49개의 종목들 중 47개를 우승하였으며, 웨스턴 오스트레일리아 대학교에 입학하여 물리학에서 과학 학사를 취득하였다. 여분의 시간에는 퍼스 기술 학교에서 물리와 수학을 강의하기도 하였으며, 대학 하키 팀에서 활약하고 단거리 육상 선수와 허들 선수로서 평판을 얻었다.
그녀는 100m 야드 기록을 11.8초에서 11.0초로 향상시켰으며, 1947년 웨스턴오스트레일리아 주립 대회에서 100 야드, 220 야드, 440 야드, 90m 야드 허들, 포환던지기를 우승하였다.

## 선수 경력
제2차 세계 대전이 오스트레일리아에서 여성 육상을 붕괴시켰다. 스트리클랜드 같은 어떤 선수들은 전쟁 분투를 돕기 위하여 가담하였다.
이듬해 그녀는 위대한 성공과 함께 육상을 심각하게 시작하였다. 1948년 80m 허들의 국내 타이틀을 우승하고 런던 올림픽을 위한 오스트레일리아 선수단 중의 하나였다. 거기서 100m와 80m 허들에서 3위를 하고 400m 릴레이에서 은메달을 땄다.
1950년 코먼웰스 게임에서 3개의 금메달을 획득하고 나서, 1952년 헬싱키 올림픽에서 첫 올림픽 타이틀을 우승하였는 데 80m 허들에서 10.9초의 세계 기록을 세웠다. 400m 릴레이에서 또 하나의 우승을 거두고, 100m에서 동메달을 땄다.
1955년 폴란드에서 100m 세계 신기록 11.3초를 세웠으며, 이듬해 멜버른 올림픽에서 80m 허들 2연승을 하고 400m 릴레이를 우승하기도 하였다.

## 이후의 생애
스트리클랜드는 1968년과 1976년 하계 올림픽에서 오스트레일리아 팀과 함께 육상 경영에서 자신의 올림픽 연루를 유지하였다.
1980년대에 오스트레일리아 민주당을 위한 후보로서 비성공적으로 대표하였으며, 1989년 당에서 사임하고 웨스턴오스트레일리아 주 법률 의회 선거에 독립적으로서 경쟁하였지만 다시 실패하였다. 후에 멜빌 시를 위한 지방 정부 상담자로 근무하였다.
2000년 시드니 올림픽 개막식에서 성화 봉송 주자들 중의 하나였다. 이듬해, 자신의 메달들을 포함하여 올림픽 언행록의 경매로 대중 메체를 끌어들였다. 그녀의 언행록은 멜버른의 MCG 박물관을 위하여 취득되었다.
78세의 나이로 애플크로스에서 사망하였다.